# Рей (Междузвездни войни)
Вижте пояснителната страница за други значения на Рей.
Рей е герой от поредицата „Междузвездни войни“, който се появява в седмия филм и осмия филм. Играна е от английската актриса Дейзи Ридли. Като малка Рей е изоставена на пустинната планета Джаку. Нейното приключение започва, когато дроидът BB-8, който е на Поу Дамерън (пилот на Съпротивата), се среща с нея, заедно с щурмовак на име Фин.
На 11 декември 2014 г. е нейното име върху карти за игра.

## Развитие

### Създаване и кастинг
Сценаристът Майкъл Арндт казва, че президентът на Лукасфилм Катлин Кенеди е предложила създаването на епизод VII от поредицата през 2012 г., но той е проявил интерес чак след като му е представена идеята за жена главен герой и се среща с Джордж Лукас. Първоначално е било решено героинята да се казва Кира. Арндт я описал като „самотник, гадняр“. Той също казва, че е било сложно тя да бъде представена като главният герой в историята, без да бъде засенчена след срещата с Люк, чиято роля в крайна сметка е намалена. Ридли потвърждава, че Джей Джей Ейбрамс е смятал героинята да носи името Кийра, но по време на снимките в Абу Даби разкрил намеренията си да я кръсти Рей.
Ейбрамс споделя, че по време на първоначалните диксусии с Лорънс Касдан, е бил развълнуван за създаването на главен герой жена за новата трилогия. Казва „Винаги сме искали Рей като главен герой“.
Историята на Рей и животът ѝ като скитник са част от идеята на създателите да я представят като „краен аутсайдер“, тъй като вярват, че подобен човек вероятно би имал по-дълго и интересно приключение от останалите типове хора.
Дейзи Ридли не е била известна преди ролята си като Рей. Тя споделя, че е била прослушвана много пъти за ролята в продъжение на седем месеца и е трябвало да го пази в тайна за 12 седмици. Обявена е като част от актьорския състав през април 2014 г. Дотогава, тя е участвала само в малки телевизионни шоута. Въпреки това тя получава ролята, защото Ейбрамс смятал, че тя е забавна и със страхотно излъчване, както и имала много добра игра на сцената, твърдейки, че от първия път се е справила отлично. Той я възхвалява, казвайки, че тя е „родена с талант да има момент и да го направи свой. Има физиката и самочувствието, което е било толкова важно за ролята“.
Режисьорът Душан Лазаревич, който присъствал на кастинга на Ридли за роля в британската драматична поредица Silent Witness, освен че похвалил нейната актьорска игра, заявил: "Тя показа комбинация от уязвимост и сила, която ѝ даде сложност, видях интелигентността в очите ѝ, което е показател, че може да изиграе доста сложна част.
Кайли Флеминг играе малката Рей.

### Характеристики
В „Силата се пробужда“ Рей е представена като млада жена, която е инатлива, смела, директна, оптимистична и е винаги предена на приятелите си. Рей е опитен боец, чувствителна към Силата, което се вижда, когато тя използва меча на Анакин Скайуокър и по-късно на сина му, Люк Скайуокър. Без да е тренирана, тя е способна да използва сложни техники и дори да победи Кайло Рен по време на битка, въпреки че той е ранен и Тъмната страна, за да не бъде повален от болката си.

## Участия и филми
- „Медузвездни войни: Силата се пробужда“

Рей живее сама на планетата Джаку, като краде части от кораби, докато чака връщането на семейството си, което я е изоставило. Тя спасява дроида BB-8 и се среща с щуромвака Фин. Първият ред напада планетата, търсейки дроида, но тримата се изкъват, като тя пилотира Хилядолетния сокол.
Скоро след това Контрабандистът Хан Соло (чийто е Хилядолетният сокол) и неговият партньор Чубака се срещат с Рей, Фин и BB-8. Срещат банда, която им създава неприятности, но заедно те се справят. Впечатлен от уменията, Хан ѝ предлага работа, но тя отхвърля предложението си, чувствайки, че трябва да се върне на родната си планета, след като върне дроида на притежателя му.
Отиват в замъка на Маз Каната на планетата Такодана, за да върнат ББ-8 на съпротивата, а Първи ред е предупреден за тяхното присъствие. Рей е привлечена в мазето на замъка, в което Маз пази светлинен меч, който е притежаван от Люк Скайуокър и баща му. Докосвайки го, пред очите ѝ се появяват ужасяващи сцени: битка на Кайло Рен (сина на Хан Соло, преминал към Тъмната страна), вижда себе си като по-малка и видение за Люк, последният джедай в галактиката. Маз ѝ казва, че който и да я е изоставил, няма да се върне и единственият начин да намери утеха е Силата. Уплашена, Рей хвърля лазерния меч и избягва в гората.
Първият ред атакува замъка на Маз и Кайло Рен улавя Рей, когато пристига съпротивата. Той я отвежда в базата „Старкиллер“ и опитва да проникне в ума ѝ, за да види картата за Люк Скайуокър. Рей успява да влезе в неговото съзнание, четейки неговите мисли, което го оставя потресен. Той докладва на своя господар, Върховният лидер Сноук, а той заповядва да я доведат при него. Оставена сама с пазача, Рей използва Силата, за да го накара да я освободи. След като се измъква от базата, търсейки начин да избяга, тя е намерена от Фин, Хан и Чубака. Стават свидетели как Бен (Кайло Рен) убива баща си. След пагубната загуба, те бягат през гората. Водят битка, Рен предлага на Рей да прмине към Тъмната страна и дори ѝ казва, че той ще я тренира, но тя устоява и взима меча.
Докато съпротивата празнува победата, Рей жалее смъртта на Хан с Лея Органа и посещава Фин, който все още е в безсъзнание. Тя решава да потърси местоположението на Люк, използвайки информацията, предоставена от BB-8 и отново активирания R2-D2, в когото е станалата част от картата. Рей, Чубака и R2 пътуват до Океанската планета, където се намира Люк и Храмът на джедаите. Рей го посреща и му дава светлинния меч.
- „Междузвездни войни: Последните джедаи“

Рей е един от главните герои. Люк пасивно хвърля меча настрана и пренебрегва Рей. Тя му казва, че е дошла от името на Лея и Съпротивата, за да го доведе вкъщи и да сложи край навойната с Първия ред. Той отказва да вземе част във всичко това и пита Рей защо лично е дошла. Тя му разказва за някои от преживяванията си със Силата и му споделя, че се страхува от собствените си способности. Люк в крайна сметка се съгласява да даде на Рей три урока за начините на действие със Силата. Чрез тези уроци Рей демонстрира огромна сурова сила и явно изкушение към Тъмната страна, което напомня на Люк за Кайло Рен, който някога е племенник и някогашен ученик. През цялото време Рей усеща връзка с Рен и дори успяват да говорят по между си. Той ѝ разказва как Люк се е опитал да го убие. (Люк по-късно ѝ обяснява, че е искал да убие Бен, след като е видял болката и страданието, които са били у него, но се е отказал.)
В един от разговорите си, Рей и Рен докосват ръцете си чрез Силата и чувства конфликтът между доброто и злото у него, което я кара да вярва, че може да го върне към Светлата страна. Рей отново опитва да разубеди Люк да дойде с нея и да се върне отново в Съпротивата, но той отказва. Рей, Чубака и R2-D2 напускат без него.
Рен държи Рей за затворник и когато тя му споделя, че е видяла доброто у него, но той твърди обратното – че е видял е Тъмната страна у Рей и я води при Сноук. Той ѝ казва, че е създал връзката между тях като капан, за да достигне до Люк. Измъчва и се подиграва с Рей, нарежда на Кайло Рен да я убие. Той вместо това убива Сноук и двамата започват битка със стражите. Побеждават ги, но Рен иска от Рей да се присъедини към него. В опит да я накара, Рен разкрива, че родителите на Рей са били просто хора, които са пиели, продали са я за пари и са отдавна мъртви. Въпреки откровението, Рей отказва да се присъедини към него и използва Силата в опит да вземе светлинен меч. Той се разкъсва на две.
Съпротивата се премества на друга планета, мислейки, че е защитена, но впоследствие разбира, че скоро ще бъдат нападнати. Люк се появява като образ чрез Силата и се изправя пред Тъмната страна въпреки че всъщност още се намира на острова. Побеждава. Рей и Фин се срещат отново.